# Мельників заказник
Мельників — гідрологічний заказник місцевого значення. Об'єкт розташований на території Звенигородського району Черкаської області, село Гусакове.
Площа — 30,2 га, статус отриманий у 1998 році.
Охороняється водно-болотний масив з типовою рослинністю, регулятор гідрологічного режиму.